# 死体洗いのアルバイト
死体洗いのアルバイト（したいあらいのアルバイト）とは、死体を洗うアルバイトのことであり、実際に存在する場合や日本の都市伝説において語り継がれている労働の2つがある。
日本における都市伝説『死体洗いのアルバイト』は、「大学の医学部では解剖実習用の遺体をホルマリンのプールに漬けていて、その遺体を洗ったり、浮いてくると棒で突いて沈めるというようなアルバイトがある」などとするものである。
本記事では、まず主として日本の都市伝説について解説し、加えて現実で実際に行われている労働実態についても言及する。

## 都市伝説『死体洗いのアルバイト』
日本の大学の医学部と歯学部では、その養成カリキュラムの中に遺体解剖実習が必ず組み込まれているが、この都市伝説では、献体を解剖前に洗浄・保存（固定）する作業が必要となるため、病院は高額な時給でアルバイトを雇いこの作業を行わせている、という内容で語られている。良く知られているのは、洗浄前の献体がホルマリンのプールに沈められているというものだが、その他にも洗浄する対象が献体ではなく、ベトナム戦争で戦死したアメリカ兵となっているものや、「洗浄」ではなく遺体を縫合したり、「死化粧（エンバーミング）」を行うというもの、などいくつかの派生形がある。
これは、一般人が立ち入ることができない大学病院や軍施設といった場所では、社会通念とかけ離れたことも行われているに違いない、という想像に支えられた都市伝説であると考えられる。また都市伝説化する背景には、極めて特殊な労働環境でありこれが法外な賃金をもたらすのではないか？という推測に基づくものである。

### 起源
大江健三郎の小説『死者の奢り』（1957年）が初出で、そこから派生した噂であるという説がある。ただし、『死者の奢り』の中で書かれているのは「死体洗い」ではなく「死体運び」であり、また作品中で死体を沈めているプールの中の液体もホルマリンではなくアルコールである。

### 実態
以下のように、一連の都市伝説で言われるような事実はない、とする指摘がされている。
厚生労働省の「平成20年度化学物質による労働者の健康障害防止に係るリスク評価検討会報告書（医療現場におけるホルムアルデヒドについて）」によると、遺体の保存については、専門の知識を有する者が大腿動脈等から10%ホルムアルデヒド溶液を注入した後（法令改正により密閉式パックの使用例が増えている）、脳を取り出して60％エタノール・40℃で3週間程度、防腐処理する。処理後、一体一体別々に保存庫で保管する。またホルマリンに関してはホルムアルデヒド自体が、2008年12月の法令改正で第3類特定第2類特定化学物質に指定替えされるほどに有毒性の高い物質である。無対策の大きなプールに遺体を直接浸すということは危険極まりない行為であり（ホルマリンは揮発性が極めて高く、高濃度反復ばく露で刺激性に起因する呼吸器への影響、中枢神経系への影響が出るため）とされる。また、解剖実習中においては、ホルマリンではなくフェノールなどを振り掛けるのが一般的である、と言う。
法医学者・監察医の西丸與一によると、多くの医科大学や大学病院には、現在でもこのアルバイトに関して年に数件の問合せがあるという。そこから、電話を取った職員が問い合わせに対し「そんなに給料が良ければ俺がしたいよ!」などと返答した、というジョークも存在するという。
現在の日本では「死体解剖保存法」や「医学及び歯学の教育のための献体に関する法律」 などにより、解剖用遺体の取り扱いには厳しい制限が設けられている。ただし、死体解剖保存法では解剖者の資格は規定しているが、その遺体の保管に関する資格に関しては言及していないので、解剖資格の無いものが死体を扱うことそのものは違法ではない。
また、この都市伝説と関連づけられることのある「戦死したアメリカ兵」に関しても、在日アメリカ軍のモルグ（死体置場）職員から明確に「そのような事実は存在しない」とのコメントが出されていると、西丸與一はエッセイに記している。

## 実際の労働環境
葬儀の際に行われる湯灌（ゆかん）において、遺体を入浴（洗浄）させる場合がある。この作業ではアルバイトの者も遺体に触れており、日給は1万円から2万円程である。
ただし、業者や地域による差はあり「厳粛な行為なのでアルバイトに遺体を触らせるようなことはしない（させない）」という業者や地域も存在する。また、湯灌に先立って死亡直後の清拭やエンジェルメイクは看護師が行う。
医学的な研究や授業において必要な死体を保存・管理するのは、あくまでもその目的に対する手順の一環である。普段から解剖の授業が義務付けられている医大生や薬科大生が教授の指導によりこれを行う。毎日定時的にアルバイトとしてこれを行うには難しい環境であり、短期や週に2日短時間のバイトをするのが精一杯である事や、死体に慣れる事が学習になる事から勧められる。しかし見慣れてはいるが、かなり匂いがキツいため、やりたがる生徒は少なく、教授たちも体力以外はそれほど使い物にはならない作業なため、勧めるのは研究室でのラットの飼育や献体の管理が圧倒的に多い。

## 「死体洗い」が描写されたフィクション
- 「死者の奢り」
- 「都合のいい女」（テレビドラマ。タクシー運転手、林田の副業）
- 「黒鷺死体宅配便」
- 「ハンニバル・ライジング」
- 「帆のないヨット」（辰巳ヨシヒロの漫画）
- 「ドロヘドロ」
- 「にくいあんちきしょう」(弓月光の初期作品)
- 「四八(仮)」（東京都）
- 「イリヤの空、UFOの夏」
- 「肢体を洗う」
- 「コードギアス 反逆のルルーシュ」
- 「デジモンストーリー サイバースルゥース」
- 「氷室の天地 Fate/school life」（磨伸映一郎の漫画）
- 「忍者と殺し屋のふたりぐらし」（ハンバーガーの漫画）
- 「ゾンビ屋れいこ」（三家本礼の漫画）